# Bramberg am Wildkogel
Bramberg am Wildkogel é um município da Áustria, situado no distrito de Zell am See, no estado de Salzburgo. Tem 117,27 km² de área e sua população em 2019 foi estimada em 3.938 habitantes.